# Домаїнці
Домаїнці (словен. Domajinci) — поселення в общині Цанкова, Помурський регіон, Словенія. Висота над рівнем моря: 219,2 м.